# Mohamed Toumi
Sief Zine Mohamed Toumi (en arabe : سيف زين محمد تومي) est un footballeur algérien né le 7 septembre 1994 à Arzew dans la wilaya d'Oran. Il évolue au poste d'avant centre à Al-Dhafra FC.

## Biographie
Il évolue en première division algérienne avec son club formateur, le CR Belouizdad, le MC Oran, la JS Saoura et enfin l'US Biskra. Il dispute actuellement 63 matchs en inscrivant 8 buts en Ligue 1.

## Palmarès
O Médéa
- Championnat d'Algérie D2 (1) :
  - Champion : 2015-16.